# Tenseur d'Einstein

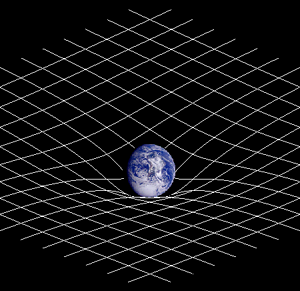
Représentation de la déformation du champ gravitationnel par la présence d'une masse importante.

En géométrie différentielle, le tenseur d'Einstein — ainsi nommé en l'honneur d'Albert Einstein — est utilisé pour exprimer la courbure d'une variété pseudo-riemannienne.
En relativité générale, il apparaît dans l'équation du champ d'Einstein, pour décrire comment le champ gravitationnel est affecté par la présence de matière.

## Histoire
L'éponyme du tenseur d'Einstein,,, est le physicien Albert Einstein (1879-1955) qui l'a construit au cours de l'élaboration de la relativité générale. L'historien des sciences néerlandais Jeroen van Dongen présente le tenseur comme la réponse d'Einstein à la question de savoir : 

« Quelle est l'expression appropriée de ?μν — formée à partir de la métrique et de ses dérivées, premières et secondes — qui entre dans une équation du champ de forme : ?μν = κTμν, avec, au membre de droite, le tenseur énergie-impulsion Tμν de la matière comme terme source ? »

Le tenseur d'Einstein étant un tenseur de courbure, il est aussi connu comme le tenseur de courbure d'Einstein,, ; et, Einstein l'ayant construit avec le tenseur (de courbure) de Ricci, il est aussi connu comme le tenseur (de courbure) de Ricci-Einstein,.

## Notations
À la suite d'Einstein, le tenseur est usuellement noté {\displaystyle G}. Mais, comme il n'existe pas de notation normalisée, les notations D, E ou {\displaystyle S}, peuvent se rencontrer.

## Formule du tenseur d’Einstein en deux dimensions
Le tenseur d'Einstein est un tenseur d’ordre 2, ce qui schématiquement signifie que l’on peut le représenter sous forme d’une matrice, qui possède 4 lignes et 4 colonnes, autant que les coordonnées de l’espace-temps dans lequel nous vivons. Il se déduit du tenseur de Ricci par la formule
{\displaystyle G_{\mu \nu }=R_{\mu \nu }-{\frac {1}{2}}Rg_{\mu \nu }}
{\displaystyle G_{\mu \nu }} étant le tenseur d’Einstein, {\displaystyle R_{\mu \nu }} le tenseur de Ricci, {\displaystyle g_{\mu \nu }} la métrique riemannienne de l’espace-temps, et R la courbure scalaire, c’est-à-dire la trace du tenseur de Ricci.
En deux dimensions, il s'écrit :
{\displaystyle \left.G_{xx}=R_{xx}-{\frac {1}{2}}g_{xx}R\right.}
ou
{\displaystyle \left.G_{yy}=R_{yy}-{\frac {1}{2}}g_{yy}R\right.}
Ces deux expressions sont égales et même nulles car on a :
{\displaystyle \left.R_{xx}=g^{xx}R_{xxxx}+g^{yy}R_{xyxy}=g^{yy}R_{xyxy}=0+{\frac {1}{g_{yy}}}R_{xyxy}\right.}
{\displaystyle R=g^{mn}R_{mn}=g^{xx}R_{xx}+g^{yy}R_{yy}={\frac {1}{g_{xx}}}R_{xx}+{\frac {1}{g_{yy}}}R_{yy}={\frac {2}{g_{xx}g_{yy}}}R_{xyxy}}
{\displaystyle G_{xx}={\frac {1}{g_{yy}}}R_{xyxy}-{\frac {1}{2}}g_{xx}{\frac {2}{g_{xx}g_{yy}}}R_{xyxy}=0}
On aurait de même {\displaystyle G_{yy}=0}. Le tenseur d'Einstein d'une surface est identiquement nul, au contraire du tenseur de Riemann, ce qu'on vérifie sur la sphère.

## Propriété fondamentale
Les principales propriétés du tenseur d'Einstein sont les suivantes :
- Il s'annule lorsque l'espace-temps est plat[19] ;
- Il est construit à partir du tenseur de Riemann et du tenseur métrique[19] ;
- Il se distingue des autres tenseurs ainsi construits par les propriétés suivantes :
  - Il est linéaire en Riemann[19] ;
  - Il est symétrique[19] et de rang 2[19] ;
  - Il est de divergence nulle[19].

Le tenseur de Ricci se déduit d’un autre tenseur, le tenseur de Riemann. Celui-ci obéit à un certain nombre de propriétés dont l’une est appelée identité de Bianchi. Celle-ci, transposée à la définition du tenseur d’Einstein, implique qu’il est de divergence nulle :
{\displaystyle D_{\mu }G^{\mu \nu }=0},
où D est la dérivée covariante, sorte de généralisation du concept usuel de dérivée au cas où l’espace temps est courbé par la présence de matière, et où les composantes dites covariantes {\displaystyle G^{\mu \nu }} se déduisent de celles dites contravariantes de {\displaystyle G_{\mu \nu }} par la formule {\displaystyle G^{\mu \nu }=g^{\mu \alpha }g^{\nu \beta }G_{\alpha \beta }}

### Trace
La trace du tenseur d'Einstein {\displaystyle G_{\mu }^{\mu }} est reliée à la courbure scalaire {\displaystyle R} (elle-même trace du tenseur de Ricci) par :
{\displaystyle G_{\mu }^{\mu }={\frac {2-n}{2}}R},
où {\displaystyle n} est le nombre de dimensions de la variété pseudo-riemannienne.
En relativité générale, {\displaystyle n=4} et {\displaystyle G_{\mu }^{\mu }=-R}.

### Composantes
Le nombre des composantes indépendantes du tenseur d'Einstein est donné par :
{\displaystyle {\frac {1}{2}}n\left(n+1\right)},
où {\displaystyle n>2} est le nombre de dimensions de la variété pseudo-riemannienne.

### Dimension
Les composantes du tenseur d'Einstein sont homogènes à l'inverse d'une surface. Ainsi, leur dimension est celle l'inverse du carré d'une longueur :
{\displaystyle \mathrm {dim} (G)={\mathsf {L}}^{-2}}.

### Nullité
Le tenseur d'Einstein est identiquement nul en une dimension comme en deux dimensions.

## Importance en relativité générale
Le tenseur d’Einstein est le seul tenseur d’ordre deux faisant intervenir la métrique et ses dérivées jusqu'à l’ordre deux qui soit de divergence nulle. C'est donc le candidat idéal pour faire partie des équations d'Einstein, qui relient la géométrie de l’espace-temps (en fait le tenseur d’Einstein) à la distribution de matière, décrite par le tenseur énergie-impulsion {\displaystyle T_{\mu \nu }}.
En l'absence de constante cosmologique, le tenseur d'Einstein est proportionnel au tenseur énergie-impulsion, :
{\displaystyle G_{\mu \nu }\propto T_{\mu \nu }},
et l'équation d'Einstein s'écrit ainsi :
{\displaystyle G_{\mu \nu }=\kappa T_{\mu \nu }={\frac {8\pi G}{c^{4}}}T_{\mu \nu }},
la constante de proportionnalité κ, appelée constante d'Einstein, est ajustée de façon que les équations d’Einstein deviennent équivalente aux lois de la gravitation universelle reliant le potentiel gravitationnel Φ à la masse volumique µ au même point selon la loi dite de Poisson {\displaystyle \Delta \Phi =4\pi G\mu }, G étant la constante de Newton et {\displaystyle \Delta } le laplacien.
En d'autres termes, la partie gauche de la formule décrit la courbure (la géométrie) de l'espace-temps, la partie droite décrit le contenu de l'espace-temps.